# Tundiqui
Genres associés
Caporales, saya, morenada
Tundiqui ou Tundique, est un terme d'origine indéterminée, correspondant à trois types de danses originaires du Pérou et de Bolivie. La coexistence des cultures européenne andine et africaine a donné naissance à la danse des « Tundiquis ».
Il existe trois danses apparentées appelées tundique, tuntuna et caporales de la tuntuna, qui sont apparues à des époques successives.
Ces danses sont à rapprocher de la saya (en), des morenada et des caporales (es) de par le contexte et les origines, les influences afro américaines.
Le tundiqui est une danse mais aussi un style musical. Pour l'interprétation musicale de la « danse des Negritos », on utilise des idiophones tels que des cloches, des hochets, des bongos, des recos ou des guanchas, des membranophones tels que des timbales, des tambours et des aérophones à seul son que sont les « sifflets ». Le rythme est marqué par les clochettes que bourreau attache aux pieds des esclaves,.
Les chants interprétés indépendamment de la danse utilisent traditionnellement le charango et la quena, auxquels s'ajoutent aujourd'hui les instruments modernes.

## Tundiqui

### Tundiqui  Bolivienne
Les origines précises font l'objet de débats, la plupart des spécialistes concluant que la danse était inspirée des esclaves africains amenés en Bolivie pour travailler dans les mines ou de l'intégration ultérieure des Africains dans la communauté Yungas près de La Paz.
La danse est décrite par l'historien et ethnologue et folkloriste bolivien Manuel Rigoberto Paredes Iturri (es) (1870-1950) dans son livre Art en la altiplanicie, écrit en 1913. Il y traite du folklore sur le haut plateau bolivien, dans la sphère géographique de La Paz. Il décrit la danse comme une danse d'hommes de couleur mais aussi de métis. La condescendance et les préjugés vis à vis des afro-boliviens est à recontextualiser : elle était courante à l'époque. Une référence plus ancienne de cette danse avait été mentionnée par le même auteur dans le livre Monografía de la Province de Puna en 1898, livre disponible à  la Bibliothèque Municipale de La Paz.

« Le costume est composé d'un pantalon et veste blanc. Il tient dans ses mains deux morceaux de bois coupés et avec dentures permettant de produire un son âpre avec le frottement de les deux parties et des clochettes aux pieds. Ils entonnent des chants rythmés par le mouvement des clochettes et le son des bois. Ils chantent et dansent avec beaucoup de rythme, sans perdre un moment la mesure. Le noir montre toujours des aptitudes spéciales pour la danse c’est pourquoi les métis, ceux qui font des tundiques, ne comprennent pas la grâce de celui-ci »

La tundique appartient à une tradition de danses en Amérique latine connue sous le nom de Danza de los Negritos et appartient aussi à une multitude de danses andines satiriques qui représentent la noirceur, appelées negrerías. En Bolivie le Tundiqui est appelé aussi « de los Negritos » car il était dansé par des métis grimés en africains et dirigés par un « caporal » (contremaître). La danse reflète l'importance du statut de ces contremaîtres esclavagistes à l'époque de la colonisation espagnole.
Cette danse des Negritos fait partie du patrimoine oral et immatériel de l'humanité, les danseurs sont pour la plupart des jeunes qui au rythme de la musique joyeuse rendent hommage à la Vierge de Socavón (es) vénérée dans les mines par des mineurs esclaves soumis à la violence des porions et au danger de mines non sécurisées.
Elle se danse lors des fêtes comme le carnaval d'Oruro, avec des ensembles tel que les « Negritos de Pagador » fondé en 1956 et « Negritos Unidos de la Saya » fondé en 1957, les deux groupements sont encore actifs aujourd'hui.
On le danse aussi au début de la Fête de Jesus du Grand Pouvoir (es) dans la ville de La Paz avec la fraternité des « Negritos del Colegio Nacional San Simón de Ayacucho (es) » fondée en 1973.
Il y a eu certaines restrictions, par exemple, il est interdit d'utiliser le blackface et de fouetter les gens pendant la danse comme s'ils étaient des esclaves. Pourtant, ces choses continuent de se produire,.
« Le Tundiqui n'exprime pas l'identité culturelle des personnes d'ascendance africaine, au contraire, il la dégénère, exhibant l'humiliation et la souffrance des afro-descendants, car le président du comité soutient la dénonciation des propos racistes et/ou des attitudes discriminatoires qui portent atteinte à la dignité humaine », a déclaré Félix Cárdenas (es), vice-ministre de la Décolonisation. La lutte contre le racisme et la discrimination du peuple afro-bolivien a commencé il y a des années et s'est renforcée en 2013 avec les plaintes présentées aux entités nationales et internationales pour des attitudes de violation des droits de l'homme, la loi 045 sur la lutte contre le racisme et toutes les formes de discrimination et la Constitution politique de l'Etat,.

### Tundique du Pérou
Emilio Romarin dans son œuvre Monografía del Departamento de Puno en 1928, notait l'origine coloniale du tundique, l'exécution par certains aymaras et la classait parmi les danses « puneña » : « Tundiquis… de facture coloniale.Les danseurs sont des couples d’hommes et de femmes. L’un des Indiens se déguise en zambo et mulato (mulatres, métis) et marche au son d’une cornemuse faite d’une flûte et d’une vessie gonflée.
Cette danse semble connue des métis des basses couches du peuple limeño (de Lima) sous le nom de son de los diablos (es) » (1928:212).
Les Negritos del 10 de Octubre est un ensemble emblématique du tundique, dont le nom est un hommage à saint François Borgia ou « Tata Pancho », patron de Yunguyo. De cet ensemble, Darío Parent Guzmán disait: « Los Negritos de 10 de Octubre… la danse noire de Yunguyo… est né sous la domination espagnole. (…) Les paysans de ces village ont appris les danses africaines et tropicales et les ont incorporées à leur répertoire avec quelques modifications (…) maintenant (…) les métis ont retiré aux paysans le droit de l'interpréter » (C 19/11/64).
Dans les années 1930 les ensembles de tundique ont cessé de participer à la fête de la Virgen de la Candelaria de Puno (es). Ainsi, en 1943 il notait : « depuis quelques années, beaucoup de ces danses typiques ont disparu : le monotone ‘danzante’ et ses multiples clochettes, les ‘Tundiques’ avec ses paroles subversives donnaient de plus en plus de tracas aux autorités de police » (LA 3/2/43). Trois décennies après, il reparaissait lors de la fête patronale puneña ; en 1968 ont été organisés les Tundiques de Yunguyo (LA 8/2/68); en 1970 Tundiques du Quartier Indépendance (LA 7/2/70); et en 1972 Tundiques du Quartier Orkopata (LA 8/2/72). En 1959 dans un concours scolaire de Tundique (EEP 4/7/59). En 1964, dans le concours de Ácora, participaient lesTundiques de Tancani (EEP 24/2/64). Ces dernières années lors du Carnaval de Juliaca était présente l'École d'Art José Carlos Mariátegui Zambos Tundiques,,.

## Tundiqui  afrobolivien
« Le Tundiqui a toujours été une manifestation raciste et discriminatoire pour un peuple qui, au-delà d'avoir perdu tout lien avec ses racines, doit endurer la parodie de cette danse, qui ne représente que l'humiliation et le génocide subis par ces premiers noirs amenés aux riches. colline de Potosí » selon Alejandro Gutiérrez. En Bolivie, il y a 23 330 Afro-Boliviens, selon le recensement de 2012. De plus, ils sont les promoteurs de la loi 045 pour lutter contre la discrimination et le racisme. Le Comité national contre le racisme et toutes les formes de discrimination, à la plainte du Conseil national afro-bolivien (Conafro), a décidé d'interdire la danse du « Tundiqui ou Negritos », où les « blancs peints » de noir faisaient une parodie du souffrance des esclaves afro, à l'époque coloniale. Ce faisant, l'observation de la production sur le net montre des danseurs majoritairement indigènes et des costumes qui sont inspirés de ceux des colons blancs.
Le tundiqui, fait aussi référence à un type de villancicos (chants de Noël) de la communauté afrobolivienne, qui aurait servi de base à l'émergence d'une autre danse, La Danza de Caporales qui est une danse néo-folklorique créée en 1969 par les frères de la famille Estrada de Chijini, un quartier populaire de La Paz, en Bolivie qui est rapidement devenue un succès auprès des jeunes. Elle est arrivée au Pérou au début des années 1970 et s'est rapidement propagé à travers l'Amérique du Sud et le monde,.
Le tundiqui est toujours dansé lors de la fête de San Benito, dans la région afrobolivienne des Yungas.
Il est évoqué dans le titre « fiesta de san Benito » repris par le groupe chilien Inti-Illimani, c'est le tundique le plus fameux, connu dans le monde entier :
« Dónde está mi negra bailando
con la saya de tundiki, bailando.
Dónde se ha metido mi negra,
cargada de su guagüita, bailando
Negra, samba, aunque tunante (coge su manta)
siempre adelante.
Hay un lorito con su monito.
Es un regalo de San Benito
para la fiesta de los negritos.
Un viejo caña con su caballo,
están durmiendo en su cabaña.
Ya nos vamos, ya nos vamos cantando,
con la saya de tundiki cantando,
con la saya de tundiki bailando...
Fiesta de San Benito (Los Yungas-La Paz) »
Les paroles changent d'un village à l'autre, avec des traductions et des références culturelles (sous entendu, contexte) différentes.
"Où est allée danser ma belle avec sa robe de tundiqui, portant son enfant dans son châle, noirs et métis avançant sans repos"
"un oiseau et un singe, cadeau de St Benoit pour notre fête, un vieux dort  dans sa cabane avec sa monture"
Il est interprété par ce groupe par un ensemble de guitare, charango, quenas et zampona, avec bien sûr les percussions habituelles dont celles produisant le raclement, crécelles ou güiro. On peut l'écouter sur youtube.
La richesse des costumes est commune avec ceux utilisé dans les morenada, dont on peut avoir un aperçu dans cette référence, tant pour les masques, les attributs du contremaître (épaulettes et fouet) que les lourdes robes imitant celles à arceaux de la noblesse espagnole. Le bébé (factice) dans le châle, sur le dos ou sur le ventre de sa maman fait partie des attributs fréquents des danseuses (cholita) : c'est lui qui est repris dans la "Fiesta de San Benito".

## Controverse
La danse de Tundiqui suscite en Bolivie  comme ailleurs des controverses à cause du message central de la chorégraphie qui serait se moquer de l'identité Afro-Américaine : elle mettrait en scène des "blackface".
La réalité est très compliquée.
Le tundiqui est une expression de la communauté indigène mais aussi métisse qui a été victime elle aussi de la colonisation, le tout étant compliqué par la place ou l'absence de place faite aux métis (le Zambo du chant ci-dessus était dans le littré en 1880 un métis afrobolivien) qui prend la place de contremaître dans la danse.
Les paroles ne traduisent pas ce racisme. "mi morena" y a par exemple la même portée que "ma belle" ou "ma blonde" dans le texte ci-dessus (Fiesta de San Benito).
Justo Soria se justifie à propos de la Fête de Jesus du Grand Pouvoir (es) : « Cela fait quarante ans que le groupe qui interprète cette danse participe à la fête, c’est normal qu’il soit encore présent cette année. Par contre, les éléments offensants, comme les chaînes et les esclaves, ont bien sûr été éliminés. Tout cela est un malentendu, car c’est une danse qui, en réalité, rend hommage à nos frères Afro-Boliviens ».
Parmi les danseuses, celles grimées de noir portent parfois le bébé mais aussi le melon, attribut et fiertée de la Cholita, marquant leur appartenance commune.
De fait elle est considérée par certain comme une exhibition tandis que d'autres en font une commémoration des violences subies par des frères de peine.